# Epinephelus albomarginatus
Epinephelus albomarginatus is een straalvinnige vissensoort uit de familie van de zaag- of zeebaarzen (Serranidae). De wetenschappelijke naam van de soort werd voor het eerst geldig gepubliceerd in 1903 door Boulenger.